# Piplärkan 5

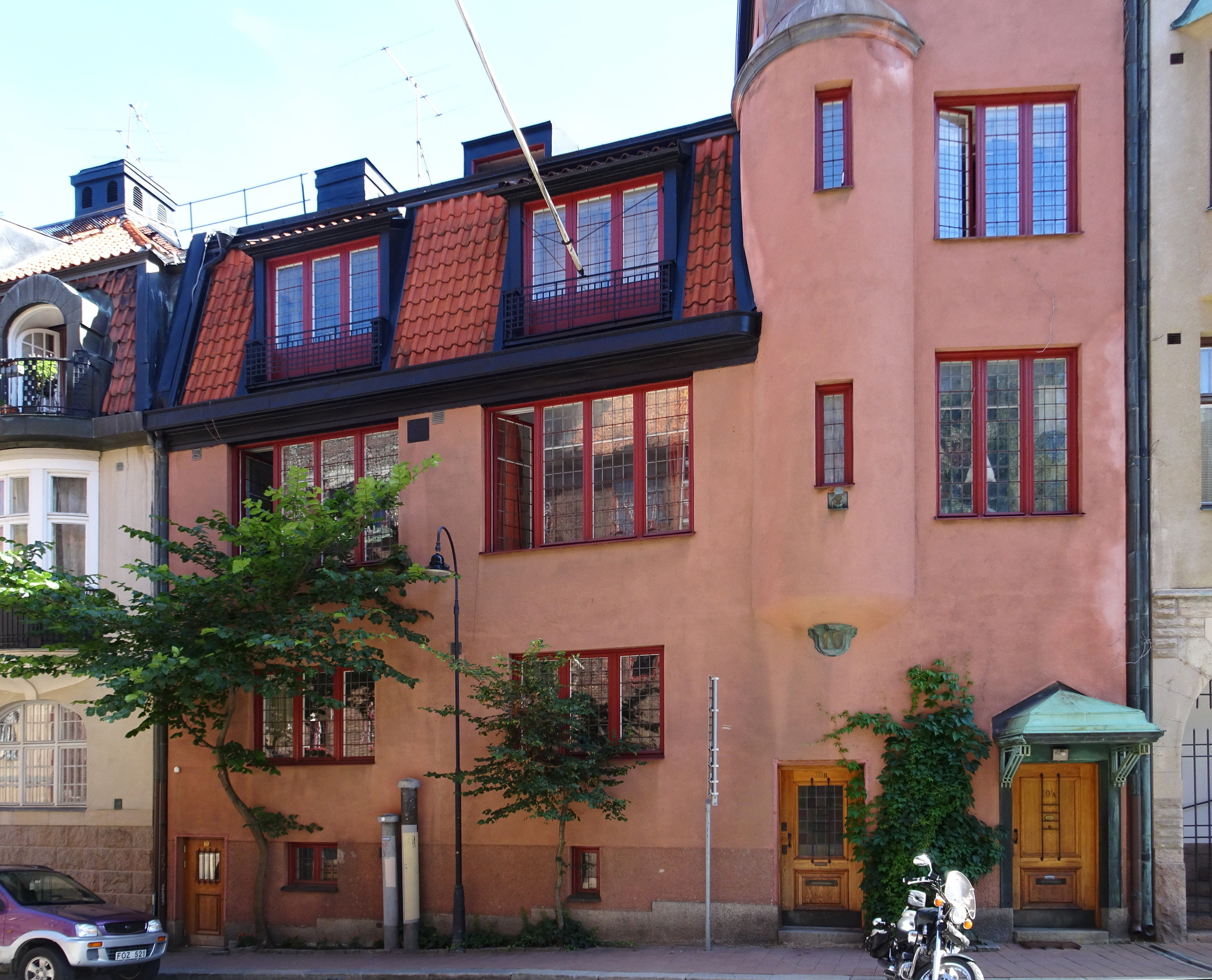
Piplärkan 5, Baldersgatan 10, augusti 2022.

Piplärkan 5 är en kulturhistoriskt värdefull villafastighet i kvarteret Piplärkan i Lärkstaden på Östermalm i Stockholm. Stadsvilla vid Baldersgatan 10 ritades 1910–1912 av arkitektkontoret Hagström & Ekman och uppfördes av byggmästaren Carl Wiktor Andrén, som även kom att äga fastigheten under några år. Fastigheten är grönmärkt av Stadsmuseet i Stockholm, det innebär "särskilt värdefull från historisk, kulturhistorisk, miljömässig eller konstnärlig synpunkt". Fastigheten ägs sedan 1920-talet av familjen Heckscher, idag (2022) i tredje generation genom Sten Heckscher.

## Bakgrund

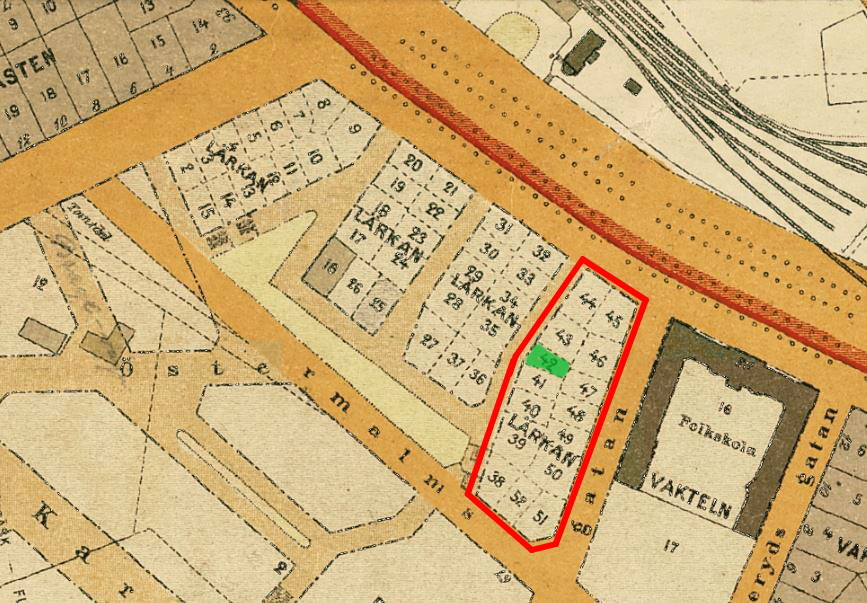
Kvarteret Lärkan, tomt nr 42 (nuvarande Piplärkan 5), 1909

I februari 1909 inleddes auktionerna av de 51 villatomterna i kvarteret Lärkan. Bland tidiga tomtköpare fanns Lärkstadens stadsplanearkitekt Per Olof Hallman, som redan i maj 1909 köpte tomt nr 32, senare omdöpt till Sånglärkan 6, och lät uppföra sin egen stadsvilla där.
Piplärkan 5 (tidigare tomt nr 42) förvärvades den 15 september 1910 av arkitektkontoret Hagström & Ekman för att omgående sälja vidare till byggherren Carl Wiktor Andrén. Den något trapetsformade tomten omfattade en areal om 236 kvadratmeter ”å fri och egen grund” och inkluderade även mark för en liten trädgård som var en viktig del i Hallmans stadsplan för Lärkstaden. Samma dag köpte Hagström & Ekman även granntomten, Piplärkan 6, som också kom att ritas och bebyggas av Hagström & Ekman respektive Andrén.

## Byggnadsbeskrivning

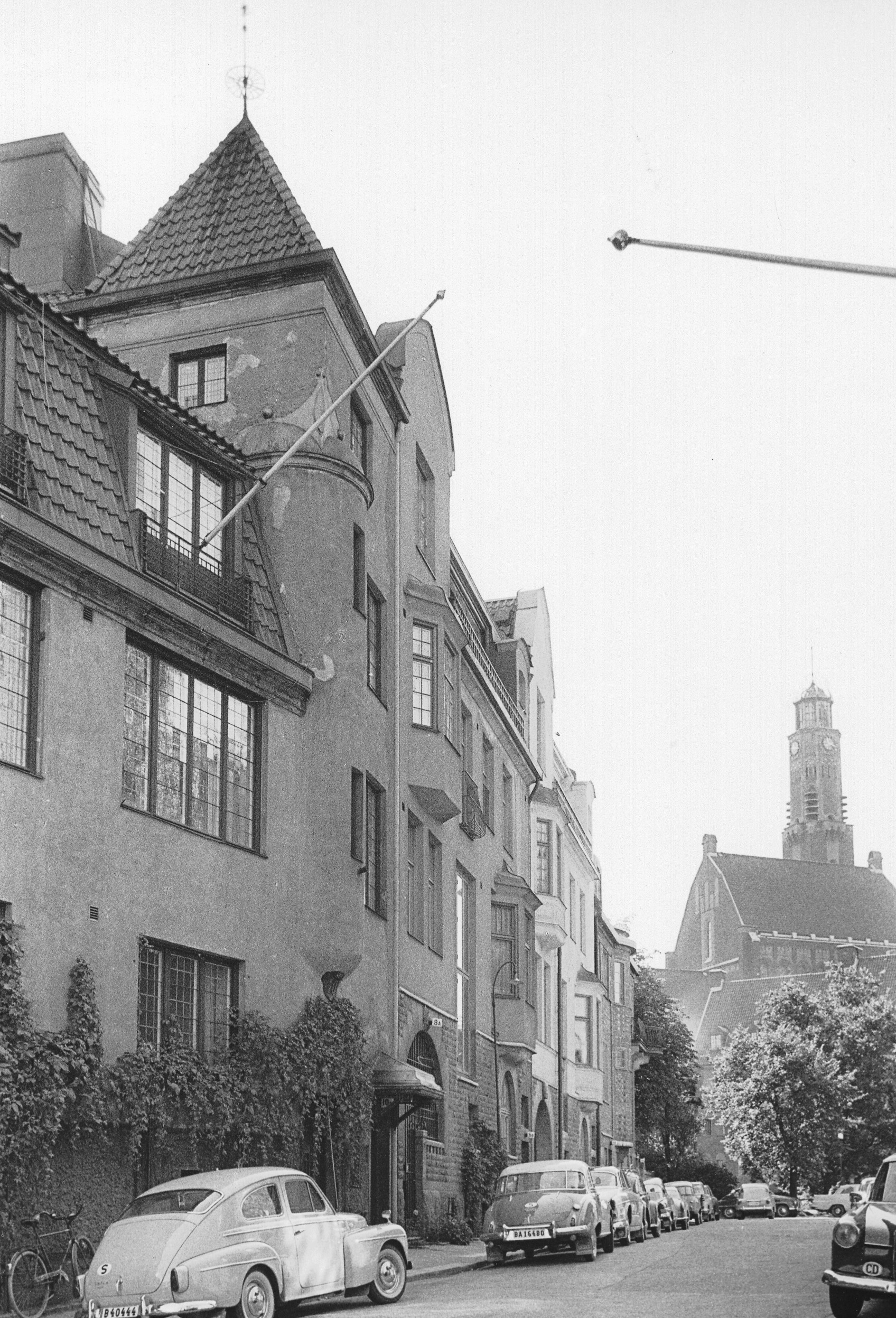
Piplärkan 1963.

### Exteriör
Huset på Piplärkan 5 uppfördes i två våningar med en utbyggd vindsvåning. Byggnaden kännetecknas genom sitt hörntorn med vidbyggd tourell. Entrén väderskyddas av ett vackert, jugendinspirerat och kopparklätt skärmtak, för övrigt är fasaden sparsam dekorerad. Gatufasaden är utförd i rödfärgad slätputs och en sockel av spritputs och natursten. I ögonfallande är de stora blyglasade fönster som hör till salongen och herrummet på våning 1 trappa. Av tillgängliga arkitektritningar framgår att hörntornet ursprungligen ritats med ett sadeltak som avslutning. Det ändrades under projekteringens gång till det branta tegeltäckta pyramidtak som man ser idag.

### Interiör
Rumsfördelningen enligt arkitektritningarna från 1910 och 1912 var följande:
- Källarvåning – tvättstuga, pannrum, vedförråd.
- Bottenvåning – huvudtrappa (i tornet), stor hall (tambur), en dubblett och gårdskarlns lägenhet om två rum och kök.
- Våning 1 trappa – huvudtrappa (i tornet), hall, herrum och salong (mot gatan) samt sal och kök (mot gården)
- Våning 2 trappor – huvudtrappa (i tornet), hall, två sovrum (mot gatan) samt sovrum, barnrum och jungfrurum (mot gården).
- Vindsvåning – en dubblett (ett av rummen med anteckning ”Obs! ej boningsrum”) och en torkvind.

Av nybyggnadsritningarna från 1910 framgår att huset inreddes med fyra lägenheter trots bestämmelser om högst ett kök i varje fastighet med undantag för ett mindre kök i lägenheter för gårdskarlar eller portvakter. Bestämmelsen kringgicks eller uppfylldes genom att en lägenhet om två rum och kök markerades på ritningen ”gårdskarl” samt att en dubblett (lägenhet om två rum utan kök) inrättades på bottenvåningen och ytterligare en dubblett på vindsvåningen. Själva huvudbostaden rymdes på våning 1 och 2 trappor. Det var en fördel att några rum kunde hyras ut som ”lägenhet”. Liknande upplägg fanns även i andra fastigheter i lärk-kvarteren.

Originalritningar
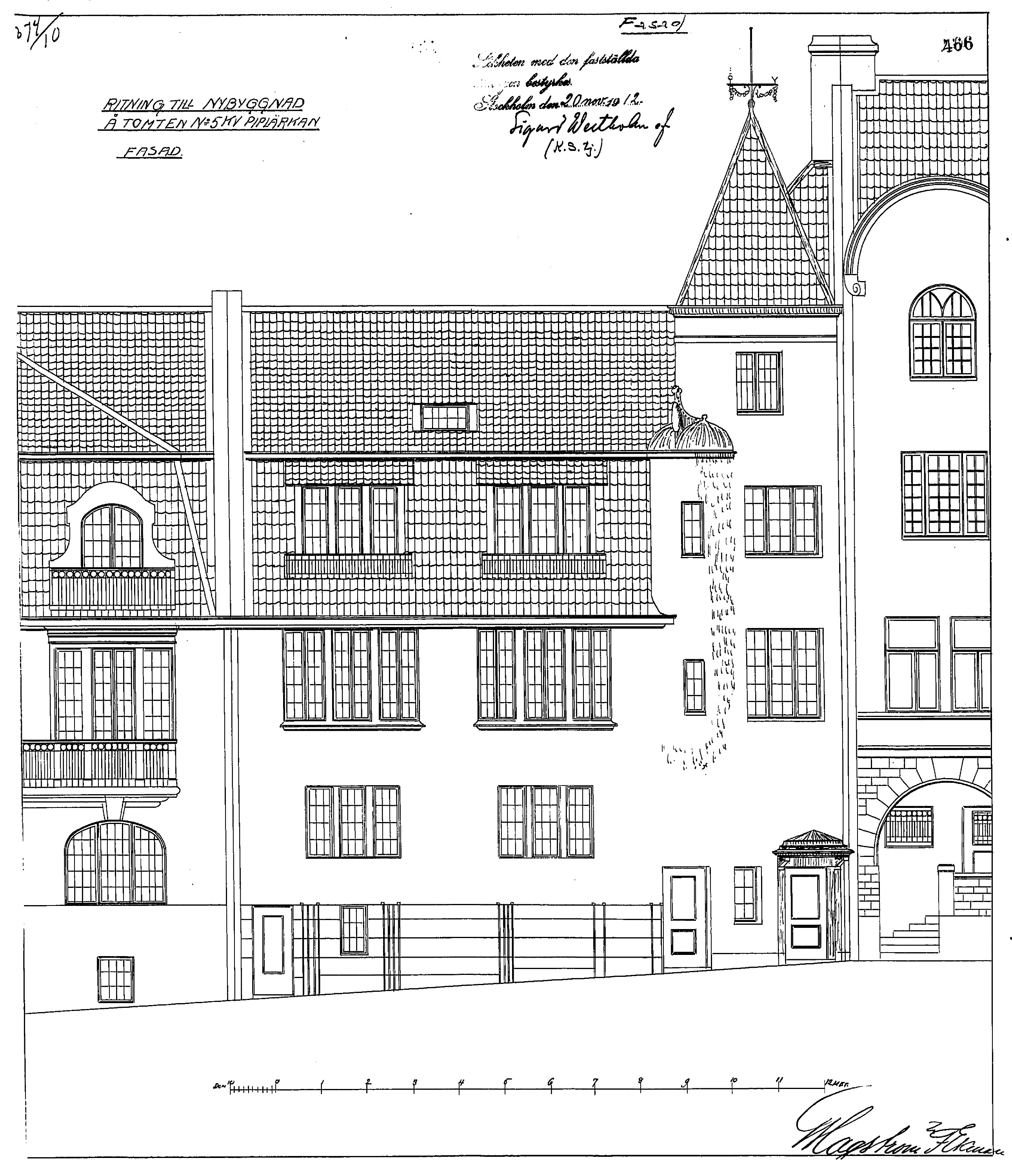
Fasad mot gatan.
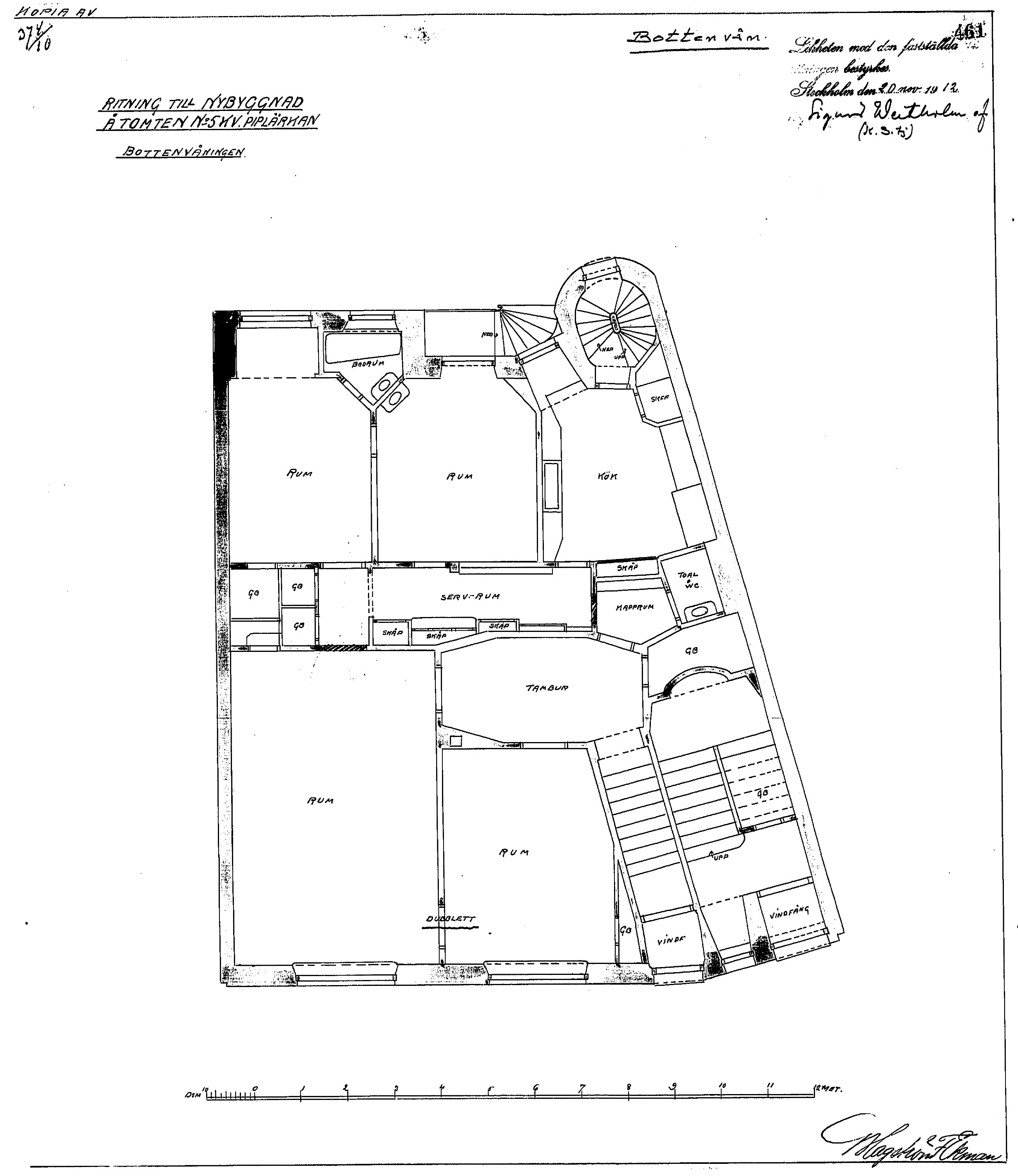
Bottenvåning.
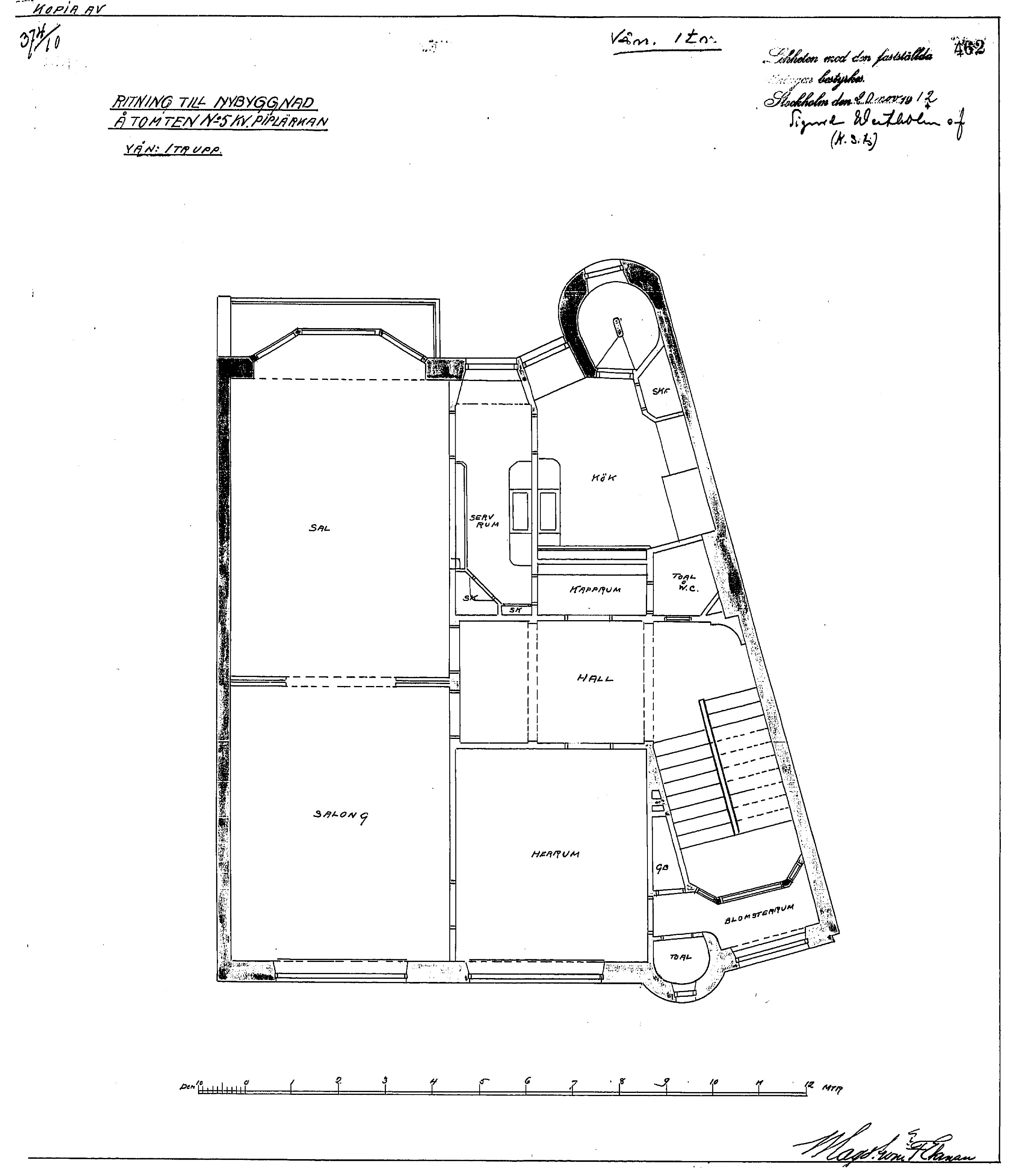
Våning 1 trappa.
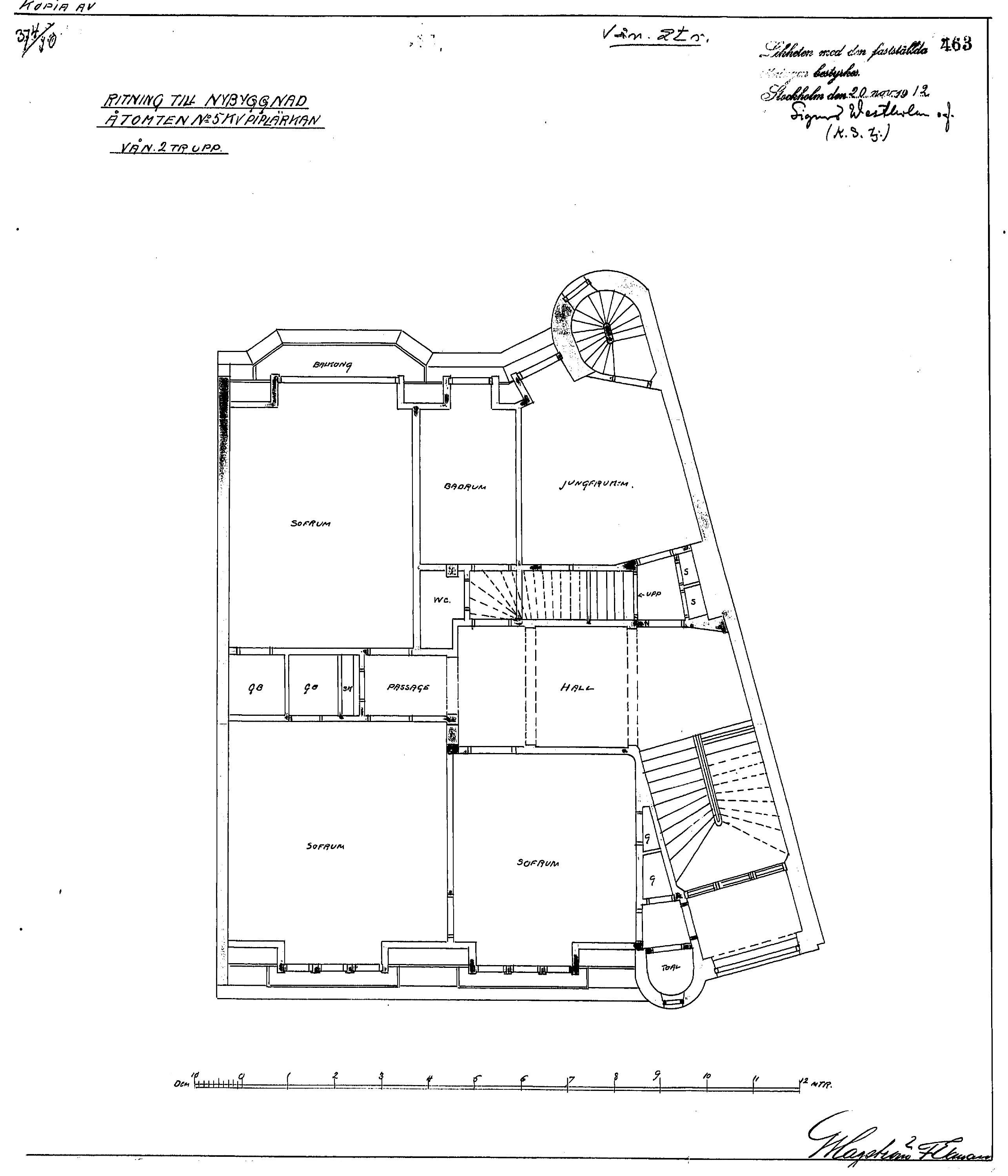
Våning 2 trappor.
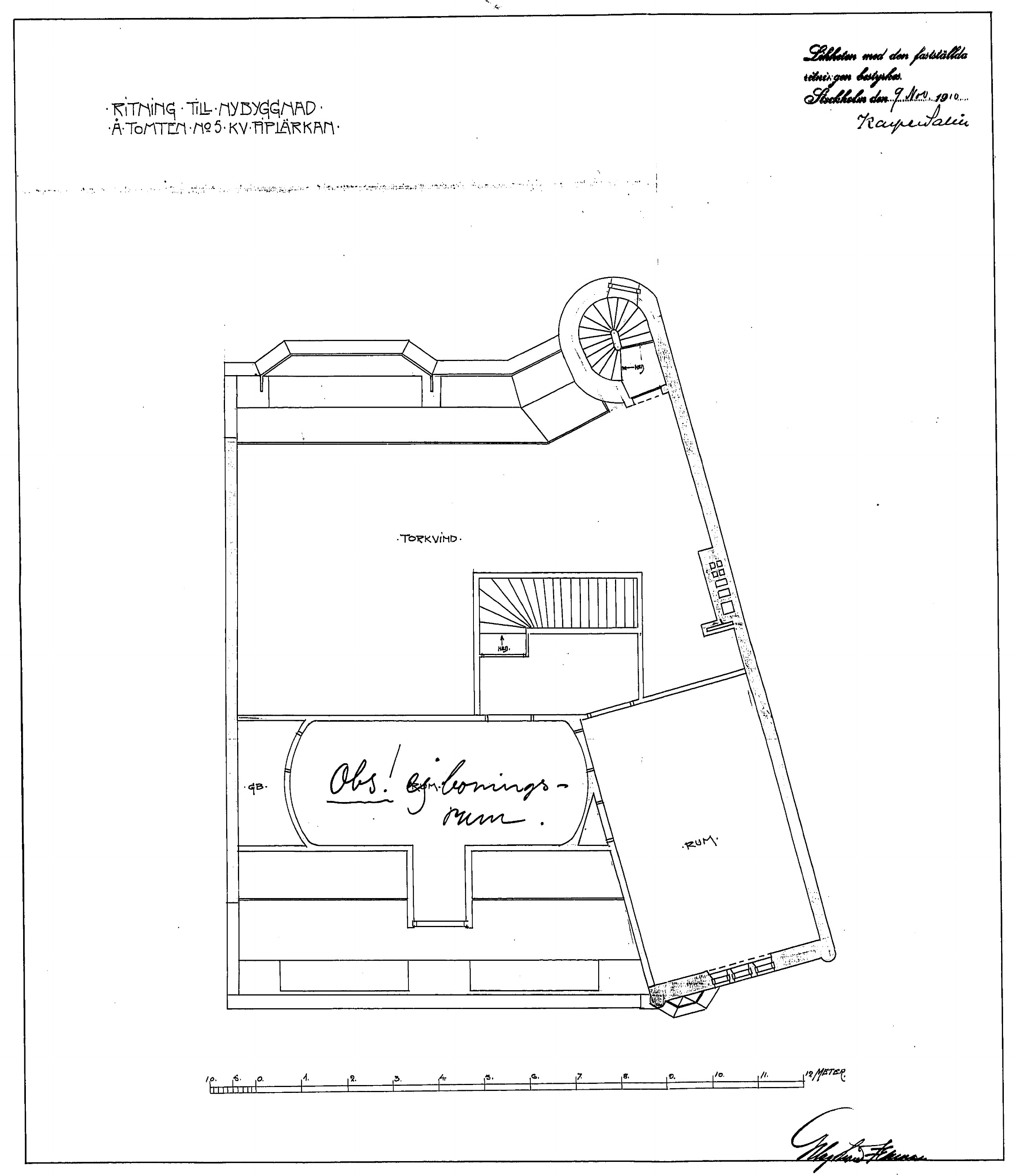
Vindsvåning.
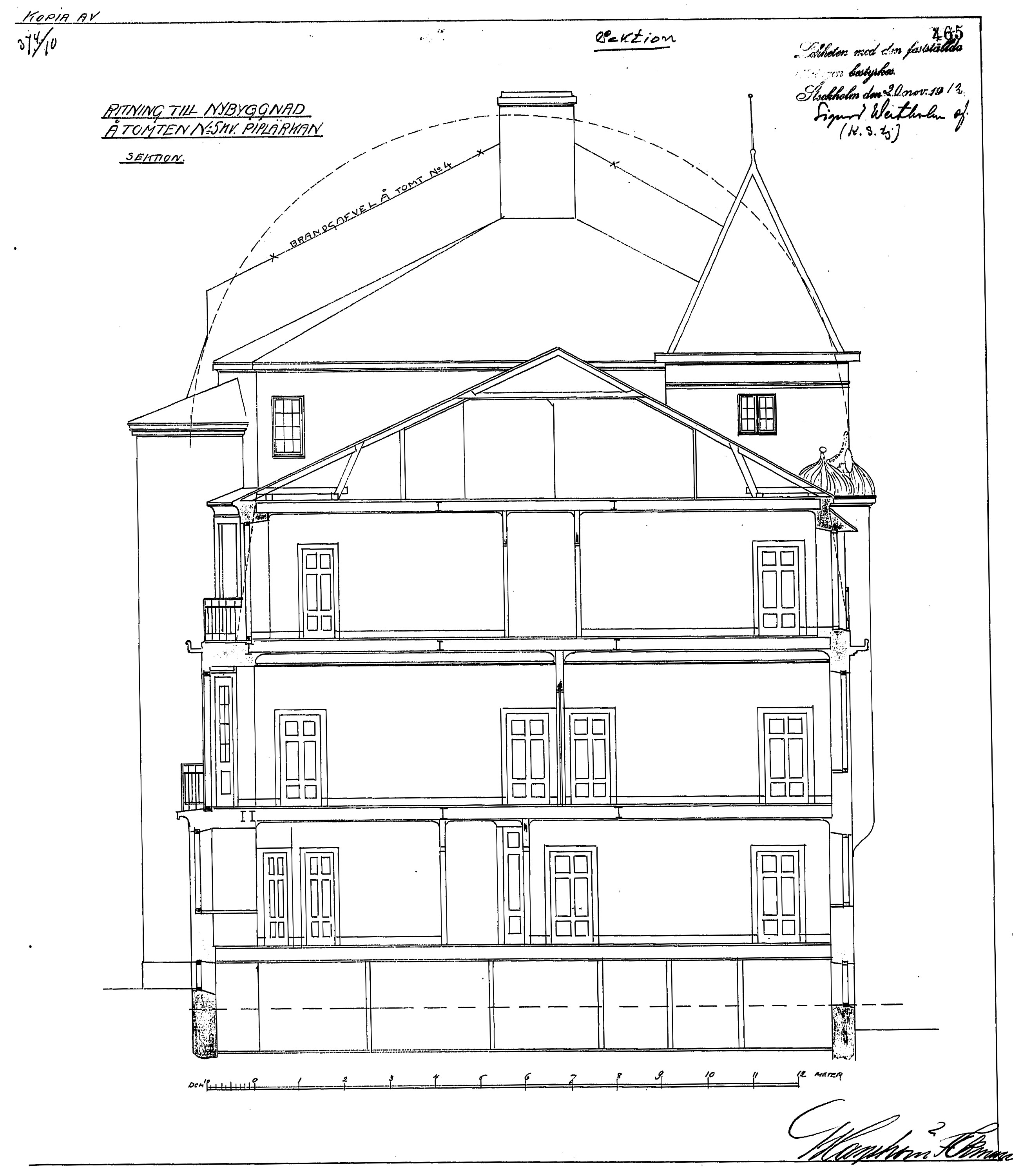
Sektion.

## Husets vidare öden
Byggmästaren Andrén bodde inte själv i huset Piplärkan 5 utan hyrde ut. 1917 sålde han fastigheten till redaren och grundaren av Öresundsvarvet, Arthur Du Rietz, som inte heller bodde där. Efter hans bortgång 1923 ägdes fastigheten av hans stärbhus som sålde den 1925 till ekonomen Eli Heckscher och hans hustru Ebba vilka då redan bebodde huset några år som hyresgäster. På 1950-talet byggdes några våningar om till separata lägenheter. Nuvarande (2022) fastighetsägare är juristen Sten Heckscher, Eli Heckschers sonson.

Byggnadsdetaljer
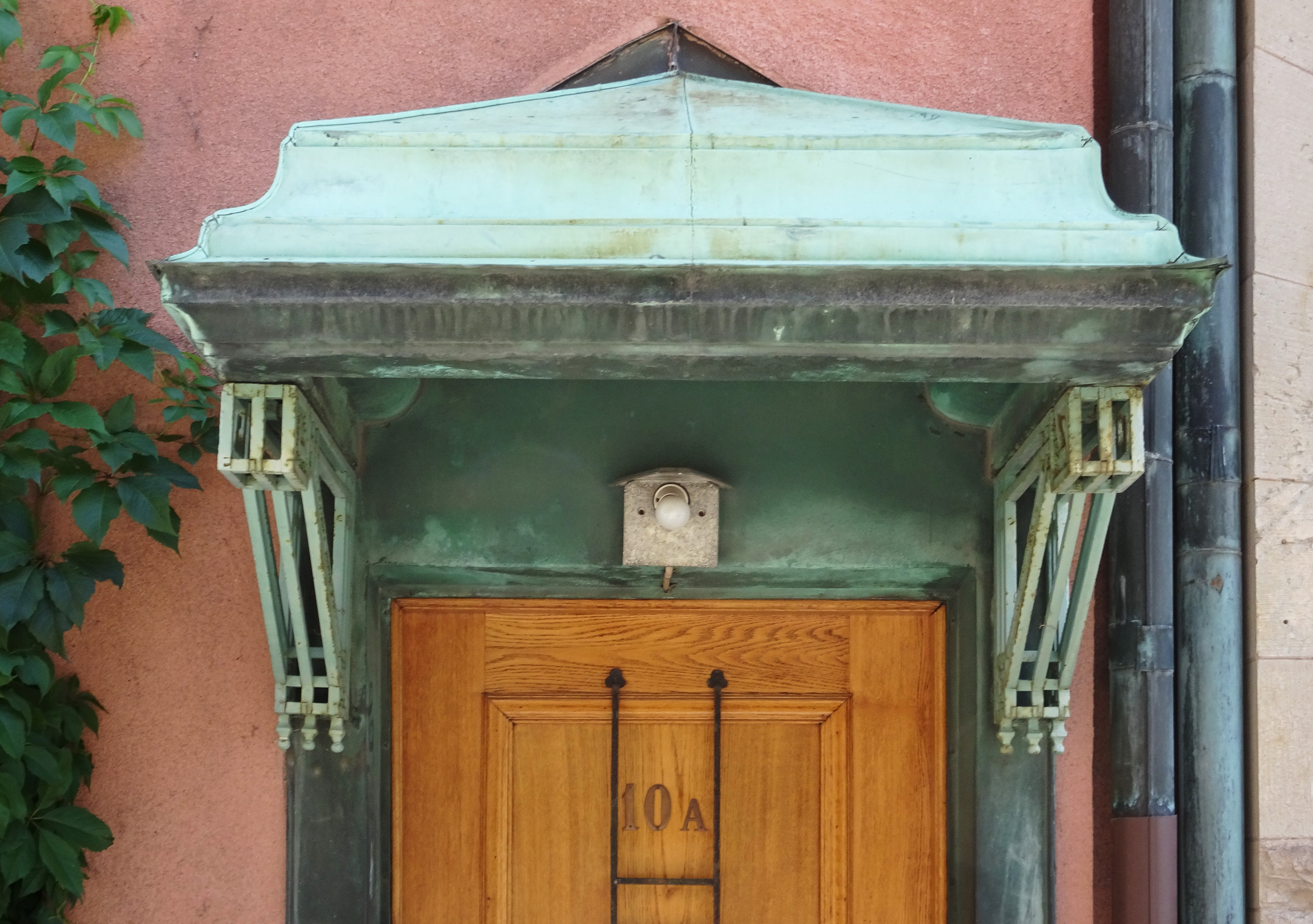
Skärmtak.
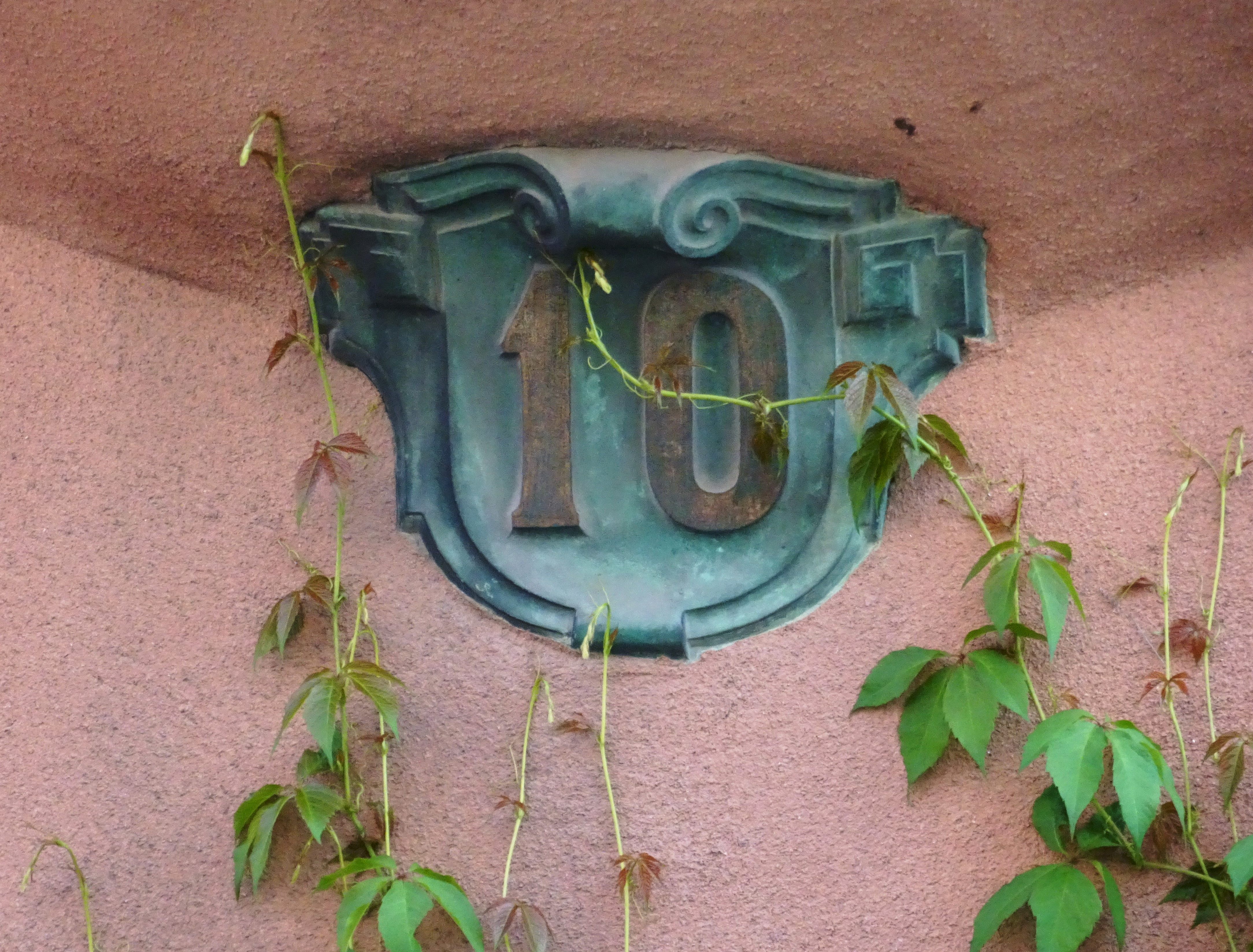
Husnummer.
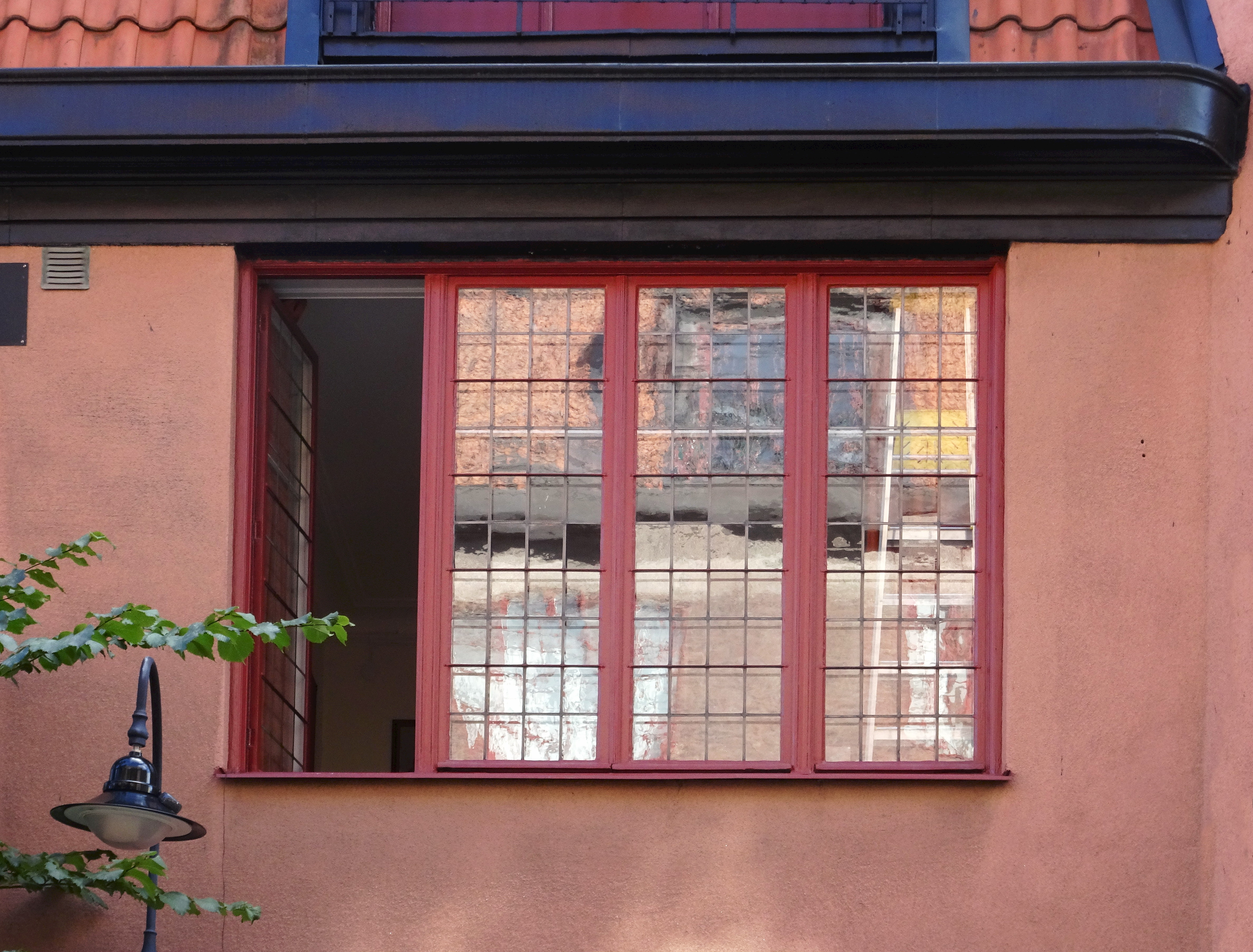
Fönster våning 1 trappa.
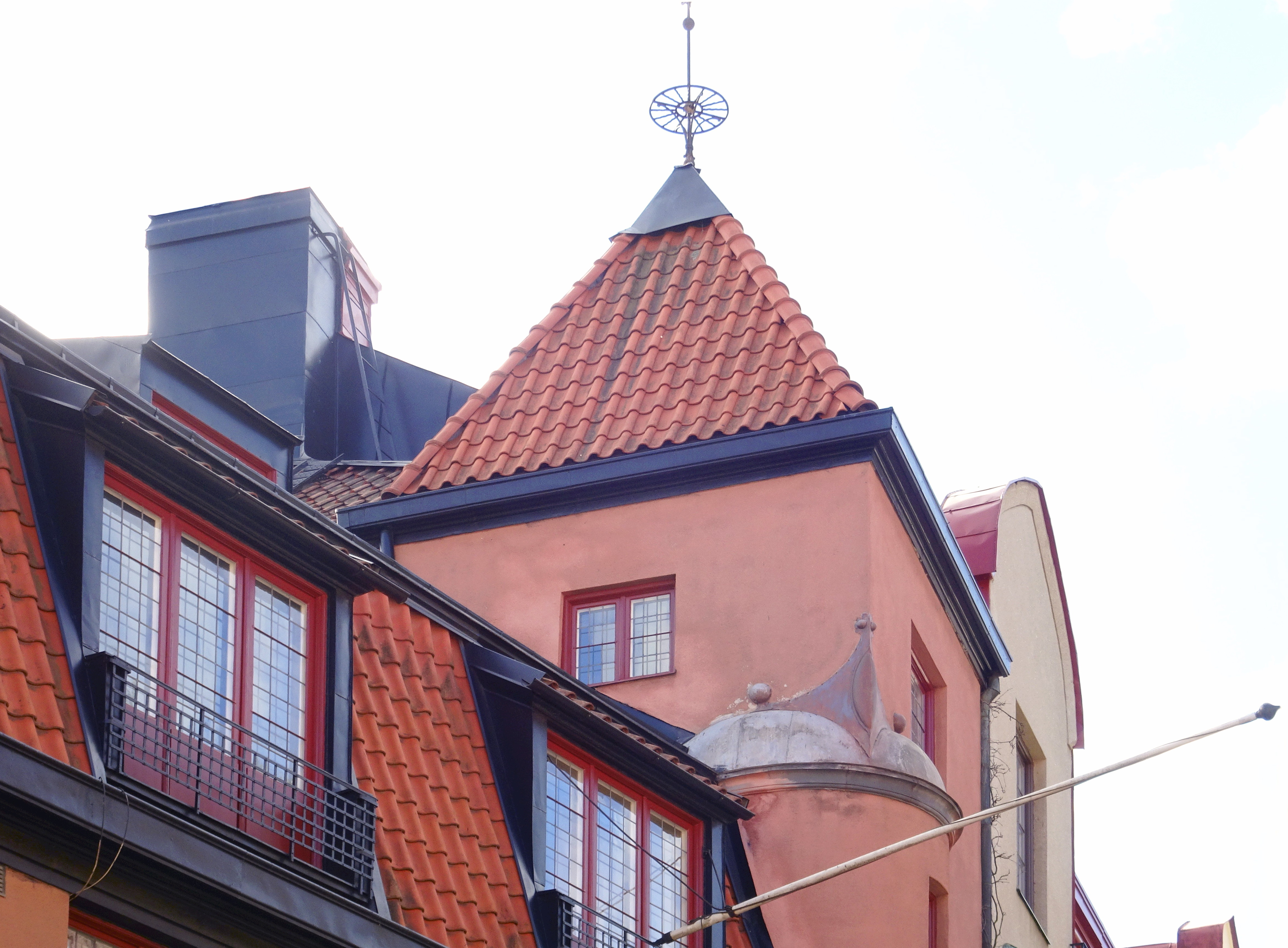
Tornet.